# Шане Мангроо
Шане Мангроо (12 березня 1993) — сейшельський плавець.
Учасник Олімпійських Ігор 2012 року.